# Mona Fortier
Mona Fortier (née le 26 août 1972) est une femme politique canadienne, députée libérale d'Ottawa—Vanier depuis le 3 avril 2017 et présidente du Conseil du Trésor de 2021 à 2023.

## Biographie
Née dans une famille franco-ontarienne, Mona Fortier possède un baccalauréat ès arts en sociologie et un MBA de l’Université d’Ottawa. Spécialiste de la communication et du marketing, elle a siégé au conseil d’administration du Centre Shaw, au Comité consultatif provincial sur les affaires francophones (Ontario) et au conseil d’administration de l’hôpital Montfort. Lors de son élection elle dirigea son propre cabinet-conseil en positionnement et communications stratégiques après avoir  été directrice principale des communications et du développement des marchés à la Cité collégiale.
Proche de Mauril Bélanger, pour lequel elle a travaillé lors de nombreuses campagnes, elle reçoit le soutien de sa veuve lors de l'investiture libérale pour sa succession. Elle remporte la nomination au septième tour de vote.
Elle est largement élue lors de la partielle du 3 avril 2017, devenant la première femme députée dans cette circonscription.
Le 26 octobre 2021 elle est nommée présidente du Conseil du Trésor par Justin Trudeau.

## Résultats électoraux
|  | Candidat                   | Parti                       | #     | %      |
|  | -------------------------- | --------------------------- | ----- | ------ |
|  | Mona Fortier               | Libéral                     | 15190 | 51,2 % |
|  | Émilie Taman               | Néo-Démocrate               | 8523  | 28,7 % |
|  | Adrian Paul Papara         | Conservateur                | 4578  | 15,4 % |
|  | Nira Dookeran              | Vert                        | 987   | 3,3 %  |
|  | John "The Engineer" Turmel | Canada                      | 153   | 0,5 %  |
|  | Damien Wilson              | Parti libertarien du Canada | 137   | 0,5 %  |
|  | Christina Wilson           | Canada                      | 99    | 0,3 %  |
|  | Total                      |                             | 29667 | 100 %  |